# PKP SM03 sorozat
A PKP SM03 sorozat egy lengyel B tengelyelrendezésű dízel tolató mozdonysorozat. A Lengyel Államvasutak üzemelteti. Összesen 273 darabot gyártottak belőle 1959 és 1966 között a Fablok és a Zastal üzemekben.

## Gyártása
| Pályaszám          | Gyártó | Gyártási év | Darabszám |
| ------------------ | ------ | ----------- | --------- |
| 01 – 229           | Fablok | 1959 – 1967 | 229       |
| 230 – 269          | Zastal | 1968 – 1969 | 40        |
| 270, 316, 539, 645 | Fablok | 1960 – 1966 | 4         |

## Napjainkban
A sorozatból ma már csak néhány db-ot üzemeltet a PKP.

## Képgaléria

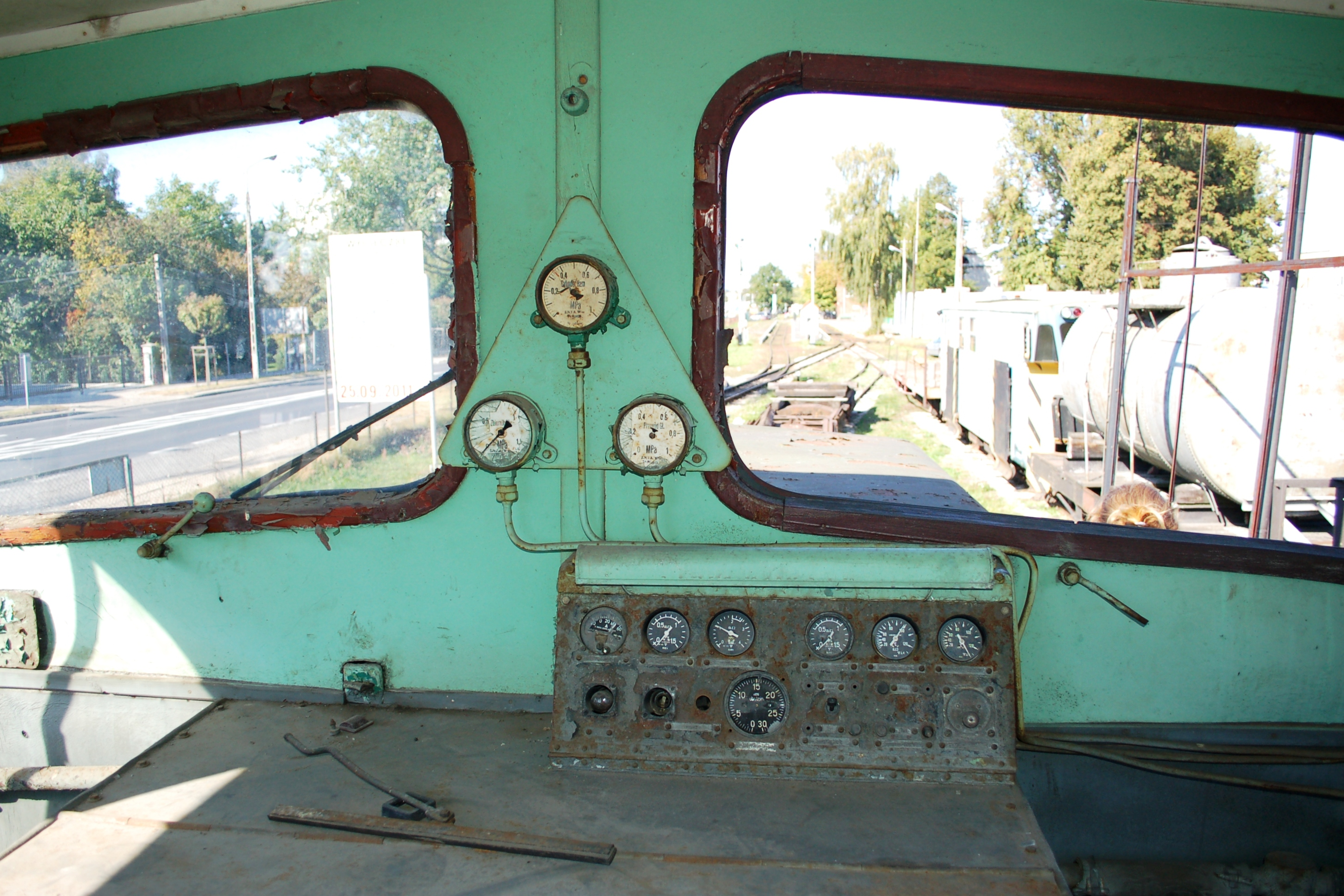
Egy SM03 vezetőállása
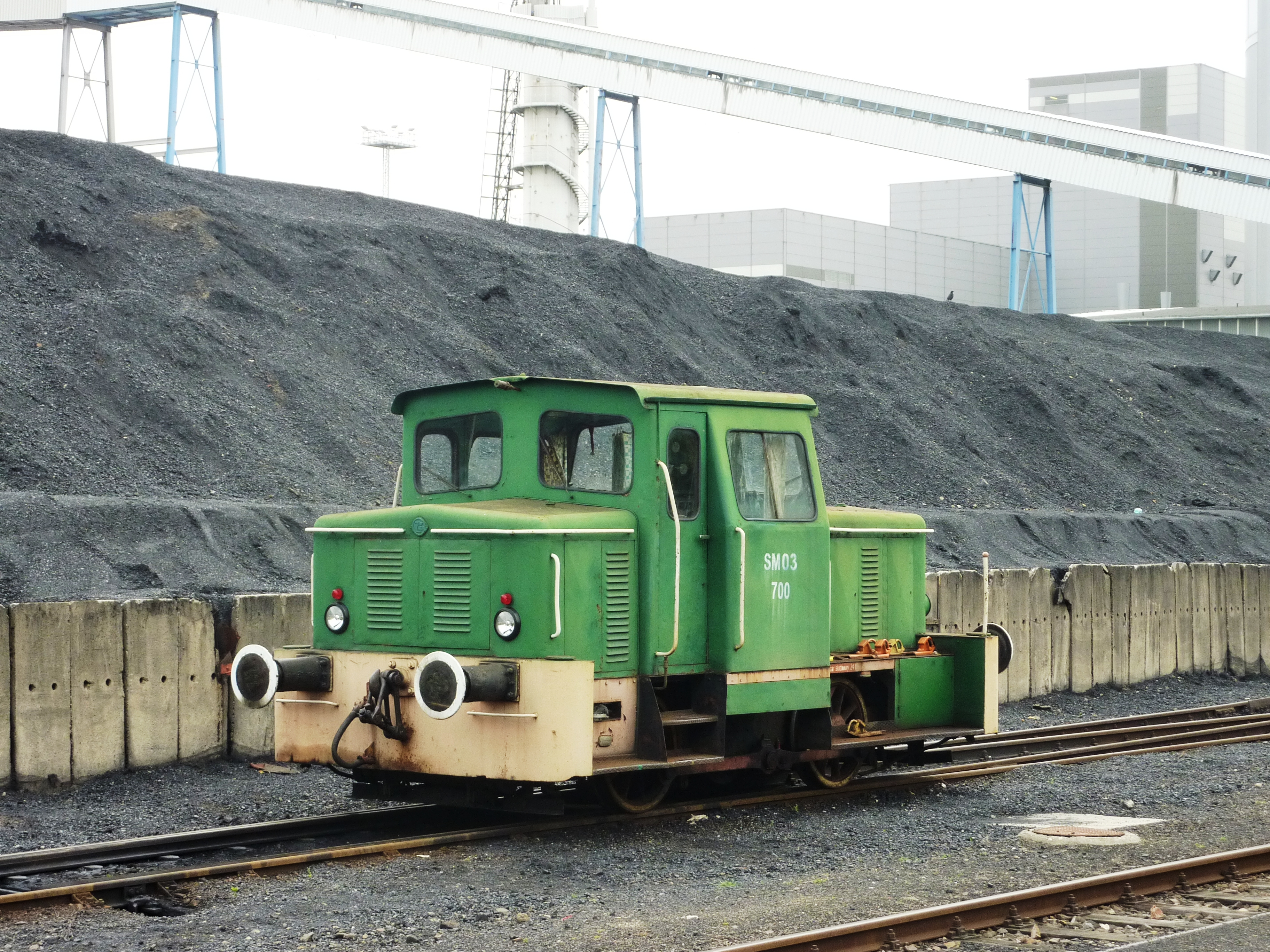
SM03 egy iparvasúton
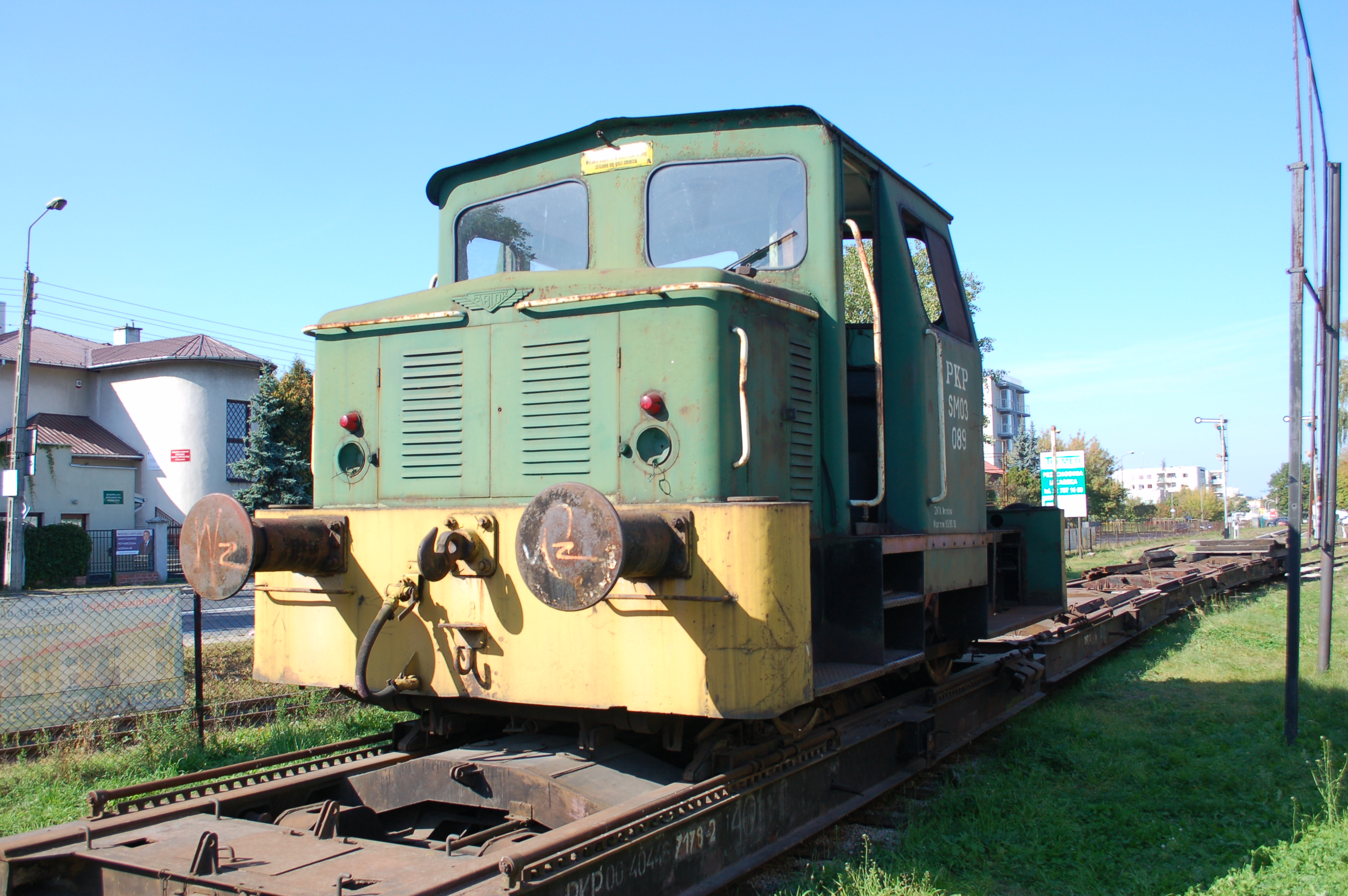
A mozdony egy keskeny nyomtávolságú teherkocsin

## Becenevek
- Kogucik (Kicsi kakas) – a mérete miatt.
- Kaczka (A kacsa) – a mérete és a formája miatt.